# エレン・ボートケル
エレン・ボートケル（Ellen Bødtker、1962年 - ）は、ノルウェー出身のハープ奏者。ヴォルフガング・アマデウス・モーツァルトからモーリス・ラヴェル、現代音楽からクロスオーバーな音楽まで多くの楽曲を演奏する。オスロ・シンフォニエッタでハープ奏者をつとめ、オスロ・フィルハーモニー管弦楽団とともに世界各地の音楽祭に参加する他、ベルゲン・フィルハーモニー管弦楽団、ノルウェー室内管弦楽団、サンクトペテルブルグ・フィルハーモニー管弦楽団、ノルディア・アンサンブル・オブ・スウェーデンにも参加した。これまでに8枚のソロ・アルバムを制作し、そのうち1枚はナクソスより日本でもリリース。アメリカ、イギリス、ドイツ、イタリア、ロシア、カナダなどでもコンサート活動を行い、日本ではおおたか静流と交流。2013年にはエドヴァルド・ムンクの作品とともに来日し、ムンクをコンセプトにした公演「Lifeblood」を東京で行なった。